# Апенцел
Апенцел (на немски: Appenzell) е курортен град в Североизточна Швейцария. Главен административен център на кантон Апенцел Инерроден. Разположен е на около 25 km на югоизток от Санкт Гален. Първите сведения за града като населено място датират от 1071 г. Има жп гара. Населението му е 5751 души по данни от преброяването през 2008 г.